# 格吕拉斯
格吕拉斯（法語：Gluiras，法語發音：[ɡlɥiʁas]）是法国阿尔代什省的一个市镇，属于普里瓦区。

## 地名
该地名“Gluiras”发音为[ɡlɥiʁas]，末尾字母“s”发音，《世界地名翻译大辞典》与《世界地名译名词典》将其误译作“格吕拉”。

## 地理
格吕拉斯（44°50'49"N, 4°31'22"E）面积25.1 平方千米，位于法国奥弗涅-罗讷-阿尔卑斯大区阿尔代什省，该省份为法国东南部内陆省份，北起顺时针与卢瓦尔省、伊泽尔省、德龙省、沃克吕兹省、加尔省、洛泽尔省和上盧瓦爾省接壤。
与格吕拉斯接壤的市镇（或旧市镇、城区）包括：博韦讷、沙朗孔、圣克里斯托尔、圣艾蒂安德塞尔、圣热内斯拉尚、圣莫里斯昂沙朗孔、圣皮埃尔维尔、圣索沃尔德蒙塔居。
格吕拉斯的时区为UTC+01:00、UTC+02:00（夏令时）。

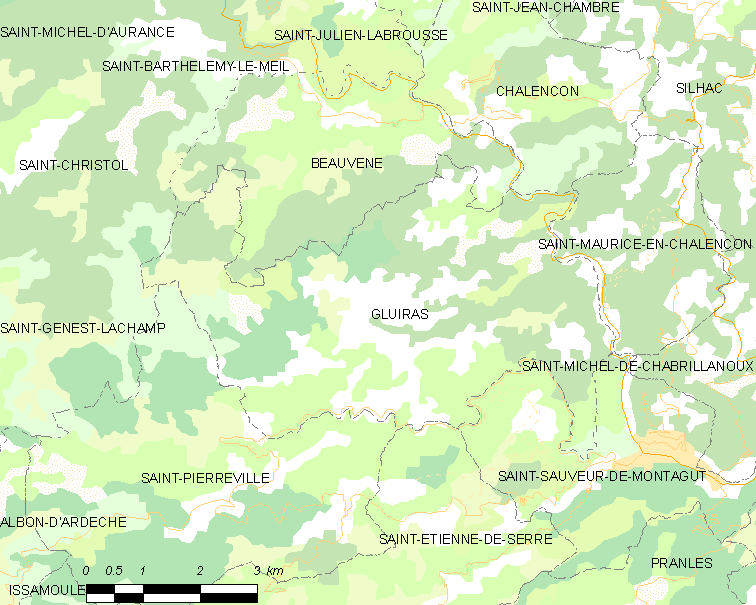
格吕拉斯的OSM定位图

## 行政
格吕拉斯的邮政编码为07190，INSEE市镇编码为07096。

## 政治
格吕拉斯所属的省级选区为上埃里约县。

## 人口

1962-2008年间格吕拉斯人口变化图示

格吕拉斯于2022年1月1日时的人口数量为368人。